# Killing Me
Killing Me è un brano musicale del gruppo musicale giapponese de L'Arc~en~Ciel, pubblicato come secondo singolo estratto dall'album Awake, il 13 gennaio 2005, ed utilizzato come sigla finale del programma televisivo Mathew's Best Hit TV. Il singolo ha raggiunto la prima posizione della classifica Oricon dei singoli più venduti in Giappone, rimanendo in classifica per dodici settimane e vendendo 193 772 copie. Il singolo è stato certificato disco d'oro dalla RIAJ. Il gruppo ha collaborato con Sayaka Aoki nel brano sul lato B Round and Round 2005, che segna la seconda apparizione del loro gruppo alter ego, i P'unk-en-Ciel).

## Tracce
CD Singolo KSCL-760
1. Killing Me – 4:02
2. Round and Round 2005 – 4:01
3. Round and Round 2005 (feat. feat.P'UNK Aoki) – 3:36
4. Killing Me (hydeless version) – 3:35
5. Round and Round 2005 (TETSU P'UNKless version) – 3:36

Durata totale: 18:50

## Classifiche
| Classifica (2004) | Posizione più alta |
| ----------------- | ------------------ |
| Giappone (Oricon) | 1                  |